# 경상북도산림과학박물관
경상북도산림과학박물관은 경상북도 안동시 도산면 동부리 소재의 산림 박물관이다.

## 시설 현황
- 2층 - 제3전시실, 위기의 숲, 제4전시실, 영상실, 특별전시실, 야외전시장, 표본실
- 1층 - 로비, 제1전시실, 송이휴게실, 제2전시실, 표본갤러리, 나무이야기, 기획전시실, 제재소
- 지하1층 - 수장고

## 관람 안내
관람 시간
- 3월 ~ 10월: 매일 09:00 ~ 18:00
- 11월 ~ 이듬해 2월: 매일 09:00 ~ 17:00
- 입장은 폐관 30분 전까지 가능.

휴관일
- 매주 월요일 (단, 공휴일과 겹치는 경우 제외)
- 1월 1일, 설, 추석